# Пайн Тауншип (округ Аллегені, Пенсільванія)
Пайн Тауншип (англ. Pine Township) — селище (англ. township) в США, в окрузі Аллегені штату Пенсільванія. Населення — 14 691 особа (2020).

## Демографія
Згідно з переписом 2010 року, у селищі мешкало 11 497 осіб у 3933 домогосподарствах у складі 3120 родин. Було 4122 помешкання
Расовий склад населення:
| - 93,1 % — білих - 4,0 % — азіатів - 1,2 % — чорних або афроамериканців - 0,1 % — корінних американців |

До двох чи більше рас належало 1,1 %. Частка іспаномовних становила 1,9 % від усіх жителів.
За віковим діапазоном населення розподілялося таким чином: 32,1 % — особи молодші 18 років, 60,5 % — особи у віці 18—64 років, 7,4 % — особи у віці 65 років та старші. Медіана віку мешканця становила 38,8 року. На 100 осіб жіночої статі у селищі припадало 100,5 чоловіків;  на 100 жінок у віці від 18 років та старших — 97,8 чоловіків також старших 18 років.
Середній дохід на одне домашнє господарство  становив 188 181 долар США (медіана — 143 773), а середній дохід на одну сім'ю — 208 995 доларів (медіана — 154 951). Медіана доходів становила 118 776 доларів для чоловіків та 67 261 долар для жінок. За межею бідності перебувало 1,7 % осіб, у тому числі 1,5 % дітей у віці до 18 років та 3,4 % осіб у віці 65 років та старших.
Цивільне працевлаштоване населення становило 5972 особи. Основні галузі зайнятості: освіта, охорона здоров'я та соціальна допомога — 25,6 %, науковці, спеціалісти, менеджери — 12,9 %, виробництво — 11,7 %, фінанси, страхування та нерухомість — 11,2 %.